# Vylkove
Vylkove (en ukrainien : Вилкове) ou Vilkovo (en russe : Вилково ; en roumain : Vâlcov) est une petite ville du Boudjak, en Bessarabie, dans l'oblast d'Odessa et le raïon de Kilia, en Ukraine. Sa population s'élevait à 8 116 habitants en 2018. Depuis les années 1930, elle est connue sous le nom de « petite Venise », grâce aux nombreux canaux autour desquels elle est bâtie — raison pour laquelle le bateau est plus utilisé que l'automobile pour s'y déplacer.

## Géographie
Cette « Venise danubienne » est située sur la rive gauche (nord), ukrainienne, du bras de Chilia dans le delta du Danube, qui fait office de frontière entre l'Ukraine et la Roumanie. Elle se trouve à 148 km — 227 km par la route — au sud-ouest d'Odessa et à 30 km par la route à l'est de Kilia. Côté ukrainien, c'est l'avant-dernière localité sur les rives du Danube, avant Potapove (en russe : Потапове ; en roumain : Potopu) sur l'embouchure en mer Noire, la ville possède un port.

## Histoire
La table de Peutinger et Hérodote mentionnent dans les parages une colonie grecque antique nommée Harpis, et comme sur le bras de Kilia, l'emplacement de Vyklove est l'un des rares substrats assez solides (kosa) pour supporter une localité, on peut supposer qu'Harpis s'y élevait, mais entre-temps la kosa s'est affaisée et l'eau a envahi le site, de sorte que les fouilles sont difficiles. On trouve néanmoins parfois, lors de travaux, des monnaies de Tyras, Tomis ou byzantines. L'actuelle Vylkove est fondée en 1746 par des Russes expatriés pour raisons religieuses : les Lipovènes. Les Ottomans, alors maîtres de la région, lui accordent le statut de ville en 1762.
Vilkovo est rattachée à l'Empire russe en 1812 par le traité de Bucarest et reçoit alors une petite garnison de cosaques du Danube. À la suite de la guerre de Crimée, elle est rattachée en 1856 à la principauté de Moldavie qui, en 1859, forme la Roumanie en s'unissant à la Valachie. En 1878, Vilkovo redevient russe, en 1917 moldave et en 1918 roumaine. Tous ces changements n'affectent pas le quotidien des habitants, qui maintiennent leur foi, leur langue et leur mode de vie basé sur la pêche à l'esturgeon (pour le caviar) et l'agriculture.
En revanche, le rattachement à l'URSS en 1940 par le pacte Molotov-Ribbentrop bouleverse ce mode de vie ancestral, en raison des persécutions notamment religieuses par le NKVD (1940-1941 et après 1944) et ethniques par le régime fasciste roumain (1941-1944), le premier accusant les Vylkoviens d'être archaïques et contre-révolutionnaires, le second d'avoir, en tant que Russes, soutenu l'URSS. La population diminue alors d'un tiers et une partie des constructions tombent en ruine. Ce n'est qu'avec la déstalinisation que les persécutions et les déportations cessent, à partir de 1956. Vylkove devient ukrainienne en 1991 avec l'indépendance du pays après l'effondrement de l'URSS. Il y a aujourd'hui en ville plusieurs auberges et estaminets, trois églises (deux lipovènes et une ukrainienne) et Vylkove, siège de la réserve naturelle nationale du Delta du Danube, est devenue une destination attractive pour le tourisme de nature, de pêche, de randonnée et d'aventure.

## Population

### Démographie
Recensements (*) ou estimations de la population :
| 1959* | 1970* | 1979*  | 1989*  | 2001* | 2010  | 2011  |
| ----- | ----- | ------ | ------ | ----- | ----- | ----- |
| 8 767 | 9 873 | 10 302 | 11 022 | 9 260 | 8 610 | 8 570 |

| 2012  | 2013  | 2014  | 2015  | 2016  | 2017  | 2018  |
| ----- | ----- | ----- | ----- | ----- | ----- | ----- |
| 8 535 | 8 480 | 8 422 | 8 365 | 8 278 | 8 201 | 8 116 |

### Composition ethnique
La population comprend environ 70 % de Russes (pour la plupart Lipovènes), 25 % d'Ukrainiens, ainsi que des Moldaves/Roumains, des Gagaouzes et des Bulgares.

## Économie
La pêche dans les eaux du Danube et de son delta, ou dans la mer Noire, est la principale activité de la population locale. La ville est également renommée pour la viticulture et la culture de fraises sur les îles dans le delta secondaire du bras de Chilia. Vylkove est le siège de la partie ukrainienne de la Réserve naturelle de la Biosphère des Bouches du Danube.

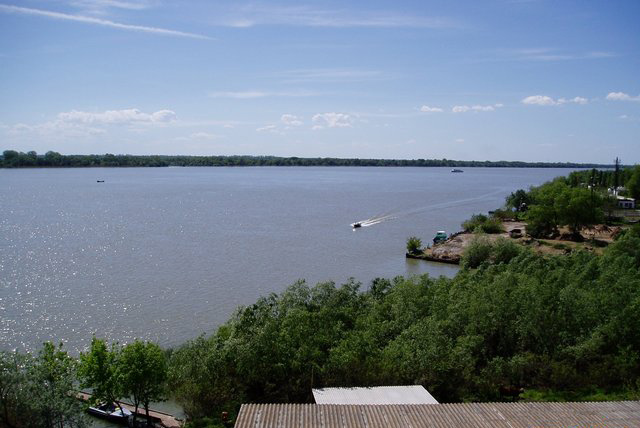
Le bras de Chilia vu de Vylkove
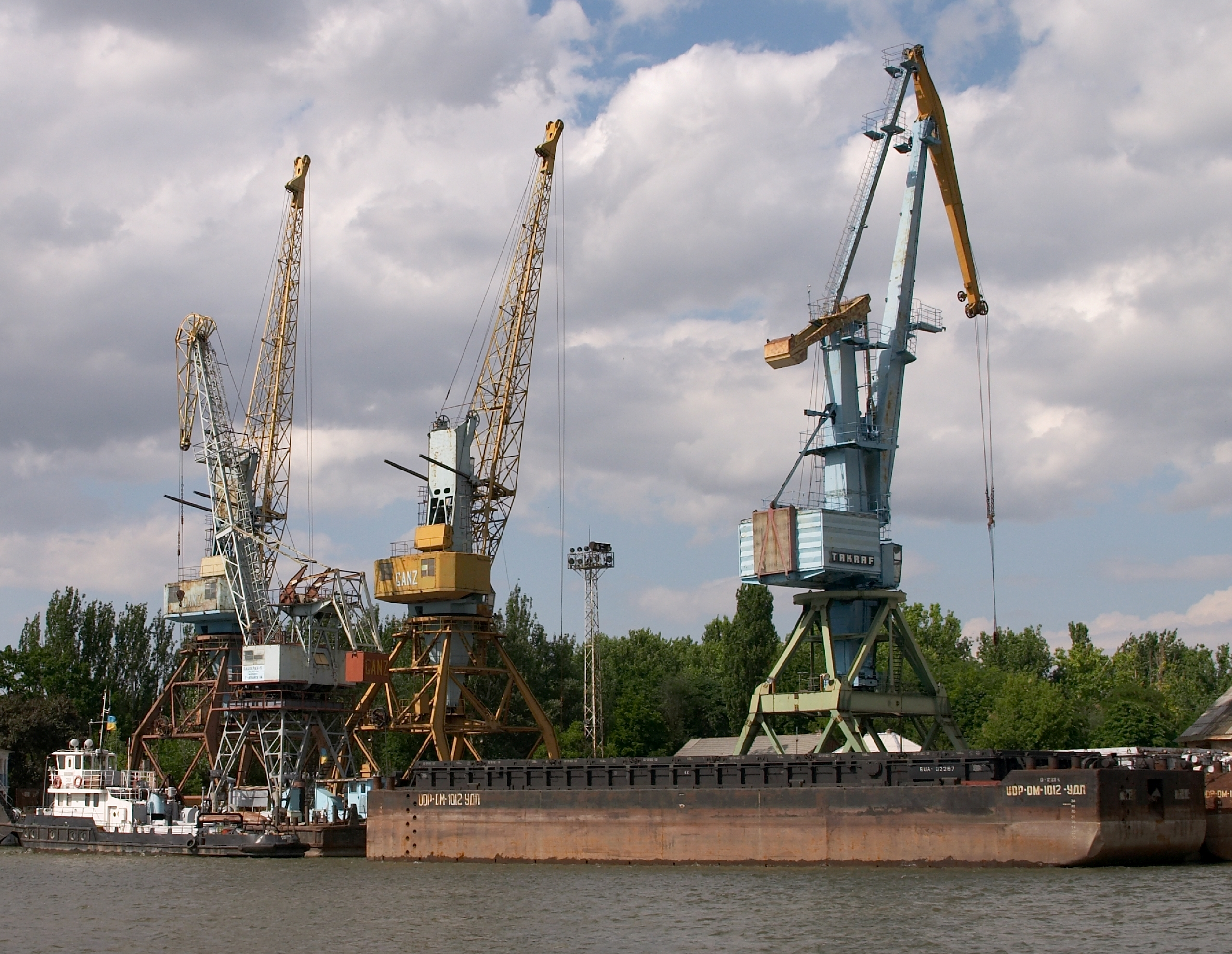
et son port.
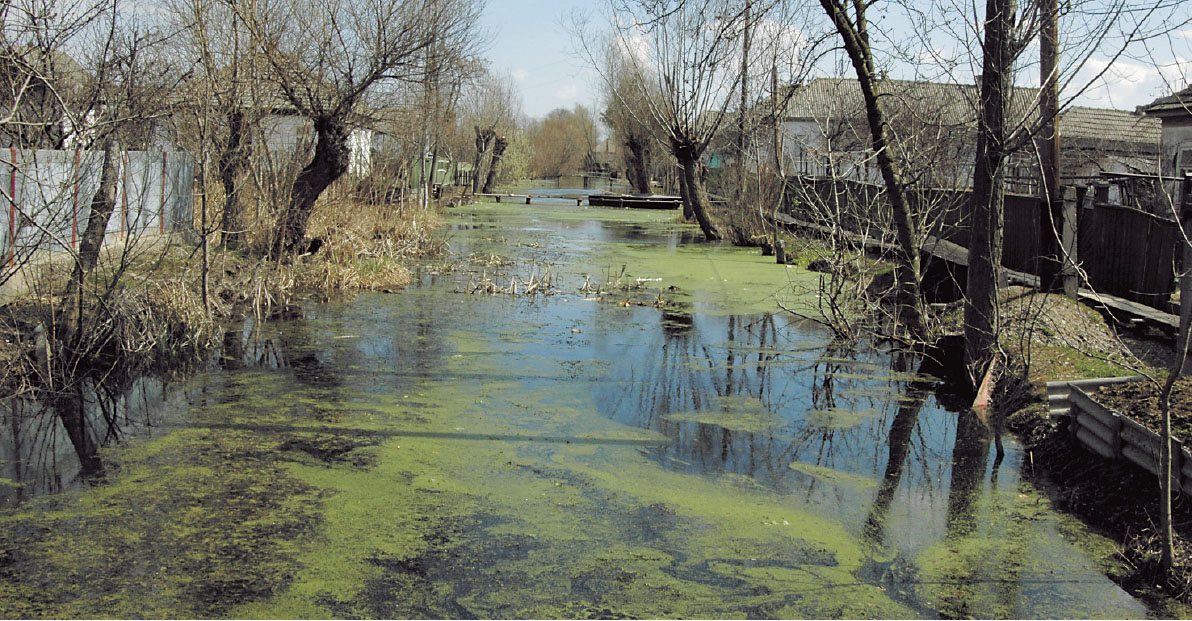
Le « Canal grande » de la « Venise danubienne ».
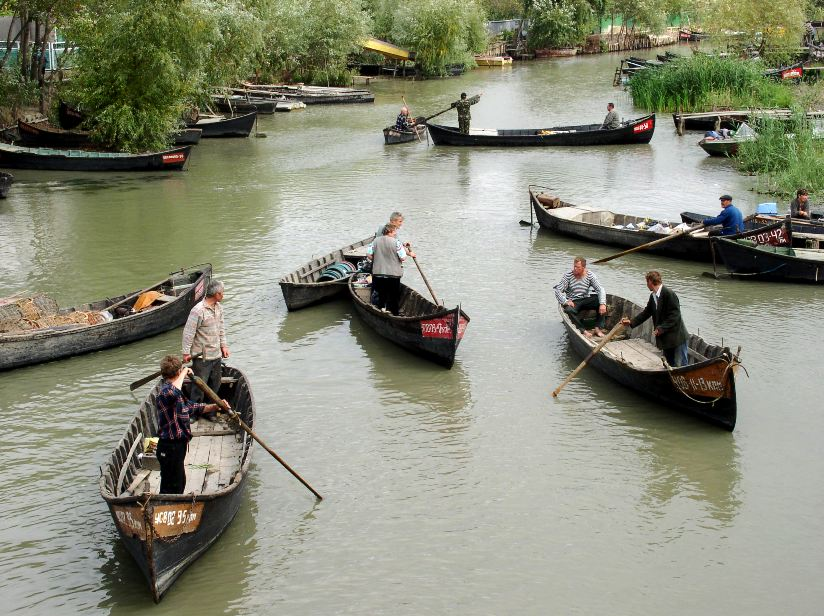
L'heure de pointe sur le « Canal grande » (большой гырло).